# Casa de la familia Gruene
La casa de la familia Henry Gruene es una casa de estilo victoriano que se construyó en 1872. La casa familiar Gruene, aunque no figura individualmente en el Registro Nacional de Lugares Históricos, es una propiedad que contribuye al Distrito Histórico de Gruene, que se incluyó en la lista en 1974. Actualmente, la casa funciona como Gruene Mansion Inn en la comunidad de Gruene de New Braunfels, Texas. De profunda tradición, la mansión fue uno de los primeros edificios de Gruene, en 1872. Gruene Mansion Inn comenzó como la histórica casa victoriana de Eastlake y plantación de algodón de HD Gruene.
Todos los alojamientos actuales son graneros y casas centenarias restauradas a nuestra propia elegancia rústica victoriana: una combinación de antigüedades, telas finas y muebles hechos a mano. Cada habitación tiene un carácter único y ofrece detalles como bañeras con patas y lavabos profundos con pedestal. Gruene Mansion Inn está catalogada como una de las mejores posadas del estado de Texas.